# Четыре Угла (США)
Четыре Угла (англ. Four Corners — Фор-Корнерс) — регион США, занимающий территорию юго-запада штата Колорадо, северо-запад Нью-Мексико, северо-восток Аризоны и юго-восток Юты. Название связано с Монументом четырёх углов, расположенным на пересечении границ четырёх штатов (единственное подобное пересечение границ в США, но не единственное в Северной Америке).
Недалеко от Монумента четырёх углов проходит магистральный хайвэй U.S.Route 160, от которого непосредственно к монументу ведёт короткая местная дорога штата Нью-Мексико NM 597 длиной всего 0,45 мили (720 м). К северо-востоку от Монумента, на расстоянии около километра от него, протекает река Сан-Хуан (приток Колорадо).
Большинство населения региона Четырёх углов составляют полуавтономные индейские народы. Границы двух из резерваций — навахо и ютов — проходят у Монумента четырёх углов. Экономической столицей региона является город Фармингтон в штате Нью-Мексико. Углы в Нью-Мексико, Аризоне и Юте входят в состав округ Типа Назбас резервации Навахо.